# リーク郡 (ミシシッピ州)
リーク郡（英: Leake County）は、アメリカ合衆国ミシシッピ州の中央部に位置する郡である。2010年国勢調査での人口は23,805人であり、2000年の20,940人から13.7%増加した。郡庁所在地はカーシージ市（人口5,075人）であり、同郡で人口最大の都市でもある。ミシシッピ州の人口重心が郡内レナの町にある。郡名は1822年から1825年までミシシッピ州知事を務めたウォルター・リークに因んで名付けられた。

## 地理
アメリカ合衆国国勢調査局に拠れば、郡域全面積は585.39平方マイル (1,516.2 km2)であり、このうち陸地582.71平方マイル (1,509.2 km2)、水域は2.68平方マイル (6.9 km2)で水域率は0.46%である。

### 主要高規格道路
- ミシシッピ州道13号線
- ミシシッピ州道16号線
- ミシシッピ州道25号線
- ミシシッピ州道35号線
- ミシシッピ州道43号線
- ナチェズ・トレイス・パークウェイ

### 隣接する郡
- アタラ郡 - 北
- ネショバ郡 - 東
- スコット郡 - 南
- マディソン郡 - 西

### 国立保護地域
- ナチェズ・トレイス・パークウェイ（部分）

## 人口動態
以下は2000年の国勢調査による人口統計データである。
| 基礎データ - 人口: 20,940人 - 世帯数: 7,611 世帯 - 家族数: 5,563 家族 - 人口密度: 14人/km2（36人/mi2） - 住居数: 8,585軒 - 住居密度: 6軒/km2（15軒/mi2） 人種別人口構成 - 白人: 56.14% - アフリカン・アメリカン: 37.42% - ネイティブ・アメリカン: 4.56% - アジア人: 0.15% - 太平洋諸島系: 0.03% - その他の人種: 1.14% - 混血: 0.57% - ヒスパニック・ラテン系: 2.10% | 年齢別人口構成 - 18歳未満: 26.9% - 18-24歳: 10.1% - 25-44歳: 27.0% - 45-64歳: 21.7% - 65歳以上: 14.3% - 年齢の中央値: 35歳 - 性比（女性100人あたり男性の人口） - 総人口: 98.0 - 18歳以上: 94.2 世帯と家族（対世帯数） - 18歳未満の子供がいる: 34.3% - 結婚・同居している夫婦: 52.2% - 未婚・離婚・死別女性が世帯主: 16.5% - 非家族世帯: 26.9% - 単身世帯: 24.3% - 65歳以上の老人1人暮らし: 11.7% - 平均構成人数 - 世帯: 2.65人 - 家族: 3.13人 | 収入と家計 - 収入の中央値 - 世帯: 27,055米ドル - 家族: 32,147米ドル - 性別 - 男性: 27,367米ドル - 女性: 18,307米ドル - 人口1人あたり収入: 13,365米ドル - 貧困線以下 - 対人口: 23.3% - 対家族数: 18.1% - 18歳未満: 31.9% - 65歳以上: 23.9% |

## 州政府の機関
ミシシッピ州矯正省のために民間のGEOグループが運営する刑務所、ウォルナットグローブ少年矯正施設が、郡内ウォルナットグローブ町にある。この施設は2001年に開所された。開所の時から2006年までに、ウォルナットグローブ町がこの刑務所を併合した。

## 都市と町

### 都市
- カーシージ - 郡庁所在地

### 町
- レナ
- セバストーポル（大半はスコット郡）
- ウォルナットグローブ

### 国勢調査指定地域
- レッドウォーター
- スタンディングパイン

### 未編入の町
- エディンバラ
- グッドホープ
- マッドン
- ミッドウェイ
- オファホマ
- トマスタウン